# Банківські метали
Ба́нківські мета́ли — золото, срібло, платина, метали платинової групи, доведені (афіновані) до найвищих проб відповідно до світових стандартів, у зливках і порошках, що мають сертифікат якості, а також монети, вироблені з дорогоцінних металів.
Найпривабливішим серед банківських металів є золото, яке протягом багатьох сторіч традиційно було одним із найнадійніших видів заощаджень. У вигляді монет або зливків воно мало цінність і приймалося в будь-якій країні світу, у будь-яку епоху і при будь-якому уряді.
При подіях глобального масштабу, особливо під час війн або революцій, люди завжди і скрізь віддавали перевагу золоту — єдиному та універсальному еквіваленту добробуту.

## Переваги власників банківських металів
- Зручність у транспортуванні та зберіганні.
- Один із способів зробити чудовий подарунок, який ніколи не вийде з моди та захистить капітали від знецінення.
- Володіння вічними матеріальними цінностями.
- Отримання доходу при розміщенні банківських металів на депозитний вклад, а також при зростанні ціни на світовому ринку.